# Трансантарктические горы
Трансантарктические горы — горный хребет, расположенный поперёк Антарктиды между мысом Адэр (север Земли Виктории) и Землёй Котса. Разделяет Западную и Восточную Антарктиду и состоит из отдельных горных систем, которые, в свою очередь, также часто разделяют на более мелкие хребты. В состав Трансантарктических гор входят хребет Шеклтона, массив Дьюфека, горы Пенсакола, хребет Куин-Мод, хребет Куин-Александра, горы Хорлика, хребет Британия, горы Принца Альберта и горы Адмиралти.

## География
Трансантарктические горы простираются через всю Антарктиду от моря Росса до моря Уэдделла. Этот хребет является одним из самых длинных на Земле — его длина составляет, согласно Британской энциклопедии, более 2000 миль (3200 км), а согласно Большой российской энциклопедии, почти 4000 км. Ширина гор — от 200 до 600 км. Средние высоты гор составляют от 2000 до 3000 м. Самая высокая точка системы — гора Керкпатрик (хребет Куин-Александра, 4528 м). Восточно-Антарктический ледниковый щит тянется вдоль гор со стороны Восточного полушария, а со стороны Западного полушария расположены море Росса, шельфовый ледник Росса и Западно-Антарктический ледниковый щит. Ледяная кора к западу от гор в основном покоится на суше, расположенной ниже уровня моря.
Северные Трансантарктические горы включают массивы, тянущиеся вдоль моря Росса по территории Земли Виктории севернее 78-й параллели. В этом регионе располагается значительное количество вершин высотой более 3000 м, в том числе вулкан Эребус на острове Росса и наиболее высокие и крутые пики гор Адмиралти, а также Сухие долины Мак-Мердо. Южные Трансантарктические горы расположены к югу от 78-й параллели вдоль западной кромки шельфового ледника Росса и до моря Уэдделла. Самая северная часть этой системы — хребет Ройал-Сосайети. Центральную часть Южных Трансантарктических гор, к северу от ледника Бирдмора, занимают наименее изученные горные цепи Антарктиды, включающие некоторые из самых высоких вершин континента — в особенности в пределах хребта Куин-Александра. К югу от ледника Бирдмора лежит хребет Куин-Мод, некоторые из наиболее высоких пиков которого обрамляют полярное нагорье, а другие расположены вдоль ледника Росса. Дальше к северу располагаются горы Хорлик, Тил и Пенсакола; завершает Трансантарктические горы с этой стороны хребет Шеклтона.
Вершины и сухие долины Трансантарктических гор являются одними из немногих мест в Антарктике, свободных ото льда. Сухие долины Мак-Мердо, расположенные недалеко от пролива Мак-Мердо, представляют собой исключительное для Антарктики явление — снег и лёд там отсутствует из-за чрезвычайно малого количества осадков и абляции льда в долинах.

Подлёдный рельеф Антарктиды без учёта поднятия земной коры после таяния ледникового покрова и повышения уровня моря

### Климат
Температуры в районе Трансантарктических гор чрезвычайно низкие. Средняя температура зимой колеблется от −37 °C до −30 °C, а летом от −21 °C до −17 °C. Более мягкий климат наблюдается на западном склоне гор, где температуры редко опускаются ниже −14 °C, а в летние месяцы могут превышать 0 °C.

## Геология
Трансантарктические горы существенно старше всех других хребтов на континенте, которые в своём большинстве имеют вулканическое происхождение. Хребет образовался в результате тектонического подъёма в период образования Западно-Антарктического рифта, расположенного с востока, то есть около 65 млн лет назад, в раннем кайнозое.
На большей части своего протяжения Трансантарктические горы представляют собой поднятое сильно иссечённое плато. В его основании лежит складчатый вулканическо-осадочный комплекс с разными степенями метаморфизации и гранитными интрузиями, датируемыми т. н. росским тектогенезом (ранний палеозой). На нём располагаются плоскими слоями осадочные и вулканические фанерозойские породы. Верхние слои образованы песчаниками и глинистыми сланцами. Под Трансантарктическими горами обнаружены большие залежи каменного угля, по объёму входящие в число крупнейших мировых месторождений этого полезного ископаемого.
Лёд с Восточно-Антарктического ледникового щита стекает через Трансантарктические горы через несколько ледников в сторону моря Росса, шельфового ледника Росса и Западно-Антарктического ледникового щита. Эти ледники в основном текут перпендикулярно оси хребта и разделяют его на горные системы. Предполагается, что многие из этих ледников расположены вдоль крупных геологических разломов.

## История исследования
Впервые Трансантарктические горы увидел капитан Джеймс Кларк Росс в 1841 году со стороны моря Росса. При движении к Южному полюсу со стороны шельфового ледника Росса Трансантарктические горы являются естественным препятствием, которое необходимо преодолеть. В 1908 году экспедиция Эрнеста Шеклтона впервые пересекла хребет по леднику Бирдмора, но до полюса дойти не получилось.
Роберт Скотт вернулся к леднику Бирдмора в 1911 году, в то время как Руаль Амундсен пересёк хребет по леднику Аксель-Хейберг.
Большая часть хребта оставалась неизученной до конца 1950-х годов, когда в рамках операции Хайджамп и Международного геофизического года была произведена аэрофотосъёмка и тщательные исследования всего континента. Название «Трансантарктические горы» было рекомендовано в 1962 году Совещательным комитетом по названиям в Антарктике.
У подножия гор располагаются американские, британские и новозеландские исследовательские станции. Через ледник Леверетта, расположенный в Горах Королевы Мод, в 2006 году проложено шоссе Мак-Мердо — Южный полюс между станциями Мак-Мердо и Амундсен-Скотт.

## Биология
Пингвины, тюлени и морские птицы живут вдоль побережья моря Росса в Земле Виктории. Биоразнообразие внутриконтинентальных районов сводится к лишайникам, водорослям и грибам.
Палеонтологические находки показывают, что в период отступления Восточно-Антарктического ледникового щита в середине-конце неогена (17-2,5 млн лет назад) средняя континентальная температура летом составляла 5 °C, и в этом регионе, в 480 км от Южного полюса, существовала тундровая экосистема. Среди находок, относящихся к более ранним геологическим слоям — девонские рыбы, папоротники пермского периода, юрский хищный теропод криолофозавр, чьи кости были найдены рядом с горой Керкпатрик, и другие.

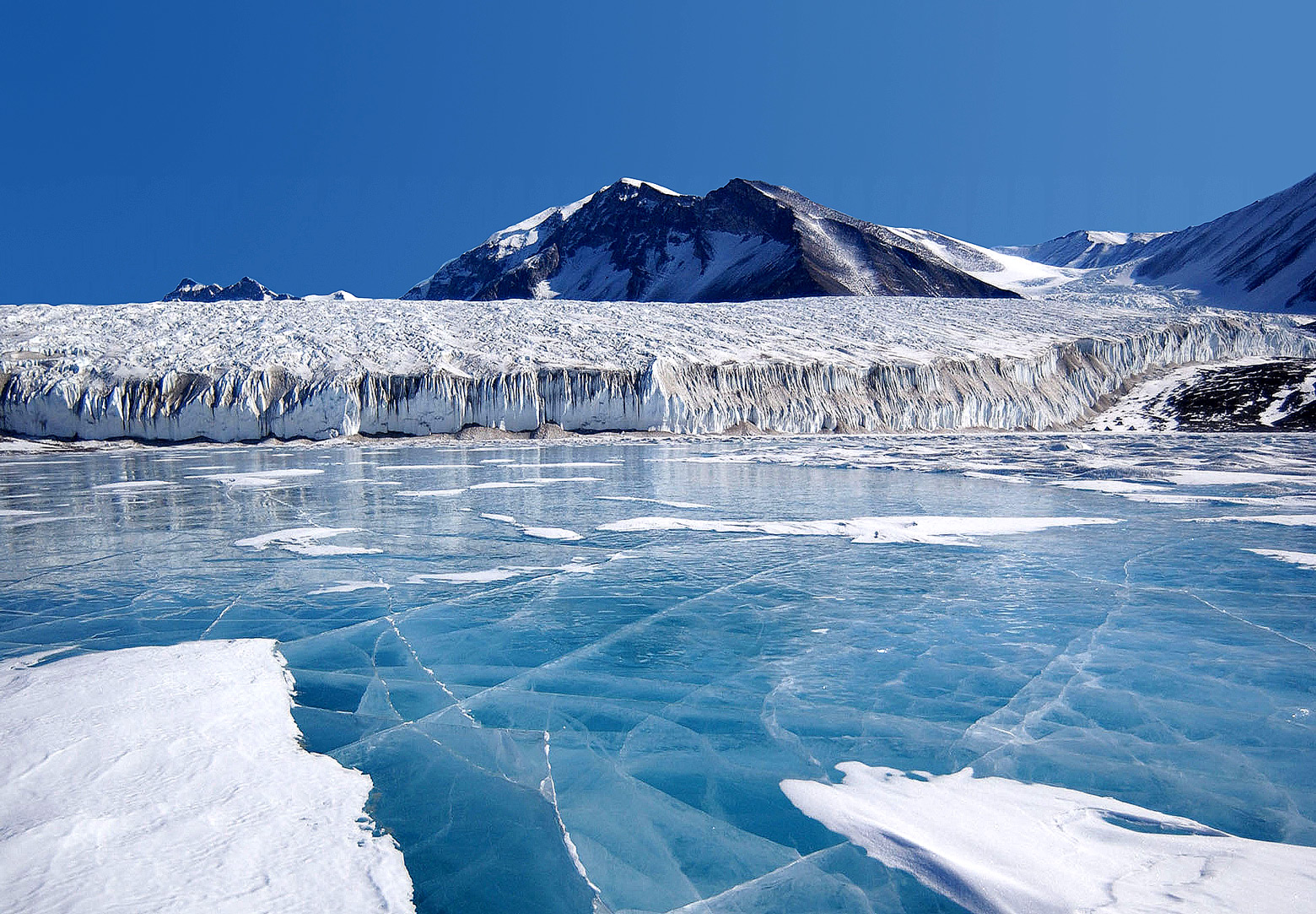
Покрытое голубым льдом озеро Фрикселл в Сухих долинах Трансантарктических гор
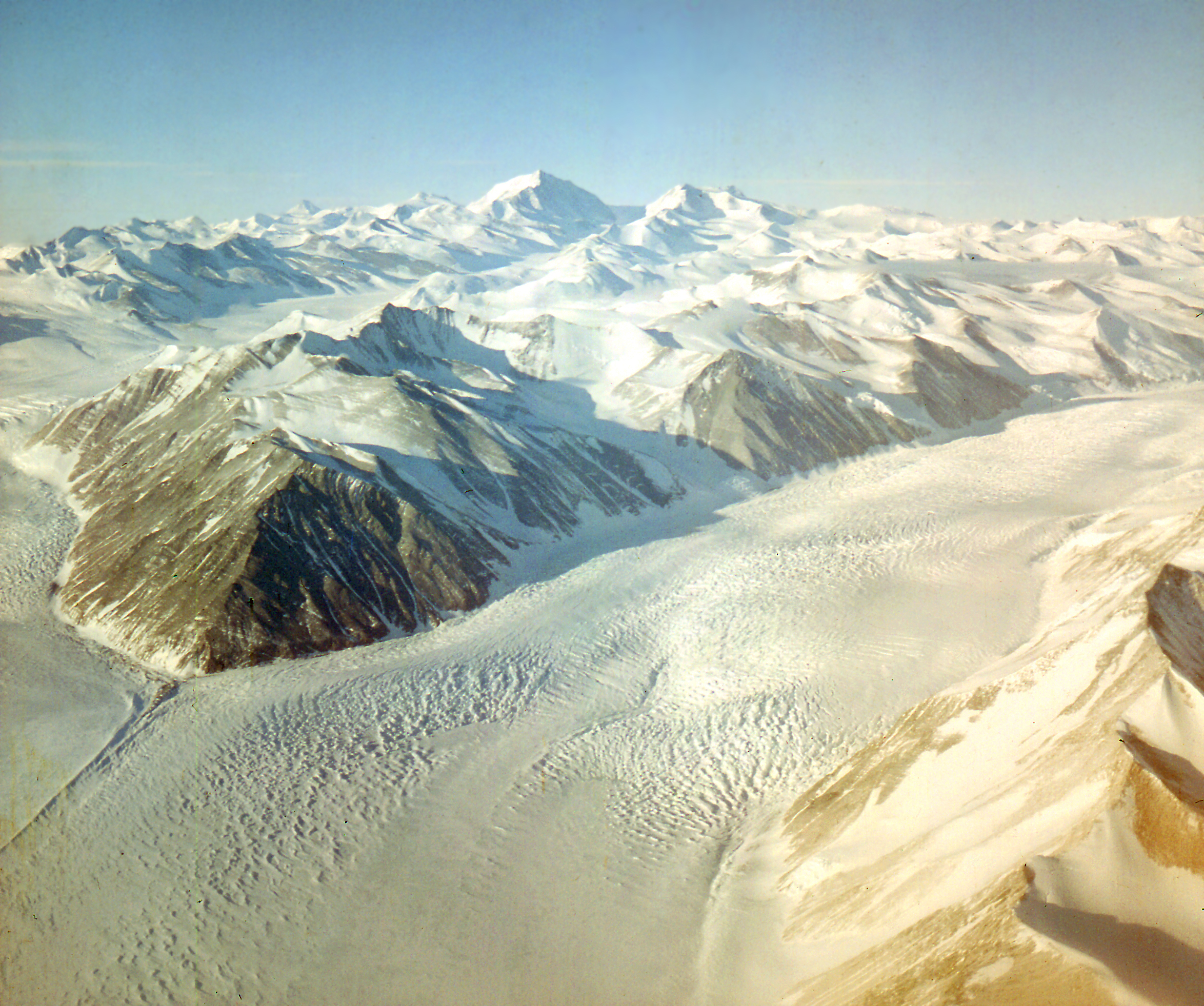
Вид с воздуха на ледник Бирдмора в 1956 году
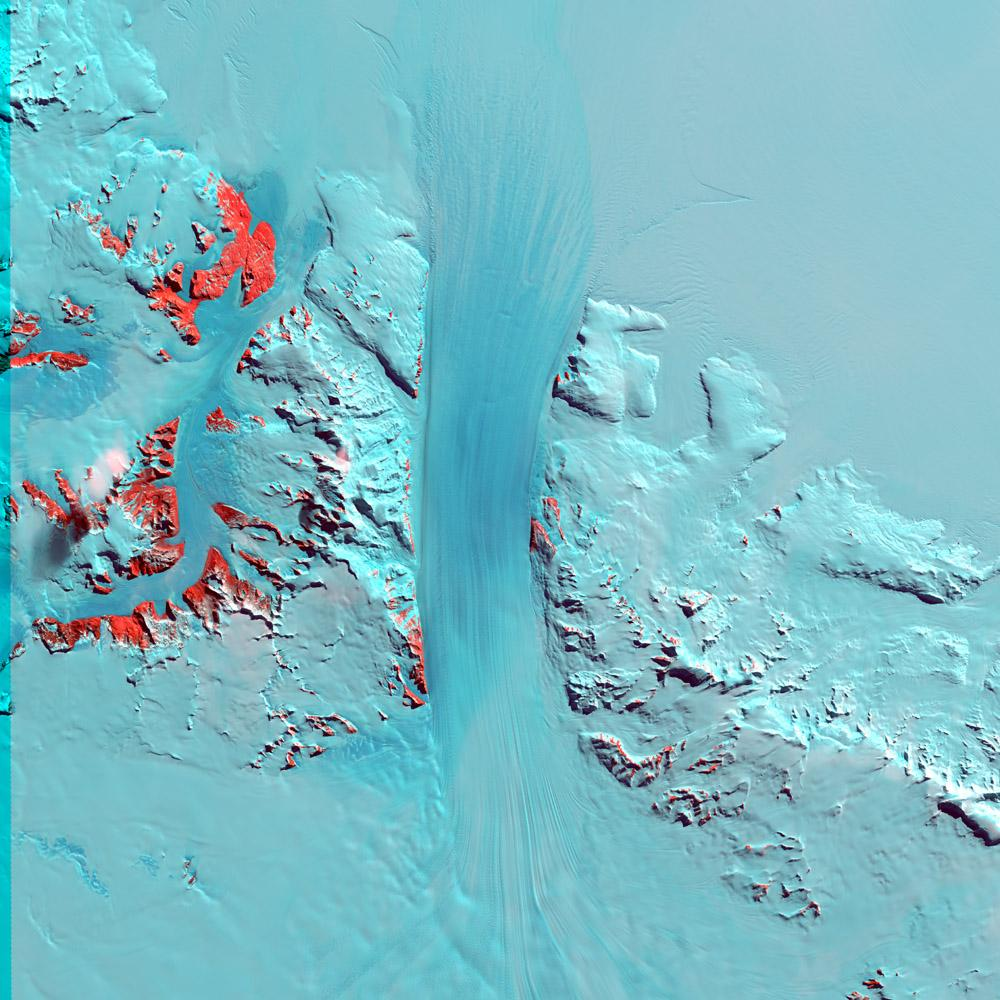
Ледник Бёрд[англ.] со спутника Landsat